# HMS Valrossen (1918)
Le HM Valrossen (en suédois, « Morse ») est le troisième et dernier sous-marin de classe Hajen de la marine royale suédoise, mis en service par la marine suédoise en 1920. 

## Carrière
Le navire a été commandé à Kockums Mekaniska Verkstads AB à Malmö et lancé le 16 avril 1918. Le navire a été incorporé à la flotte le 11 août 1920.
En 1927, il entreprend un long voyage à Saint-Sébastien en Espagne avec les sous-marins HMS Hajen, HMS Bävern et HMS Uttern.
Le navire a été retiré du service le 19 mars 1943 et ferraillé à Karlskrona.